# Stadtarchiv Aachen
Das Stadtarchiv Aachen ist das kommunale Archiv der Stadt Aachen. Es hat seit 2012 seinen Sitz in der vormaligen Nadelfabrik der Rhein-Nadel Automation. Seit 1885 war es im Grashaus und davor im Aachener Rathaus untergebracht. Seine Ursprünge gehen auf das 12. Jahrhundert zurück; erste Erwähnungen als Urkundenarchiv gibt es ab dem 14. Jahrhundert.
Das Stadtarchiv Aachen bewahrt die Bestände über die Geschichte der Stadt Aachen sowie historisch wertvolles Schriftgut eigener und nichtstädtischer Herkunft, ferner Sammlungen von Unternehmen, Vereinen und Institutionen sowie von bedeutenden Großfamilien und Privatpersonen Aachens.
Die ältesten vorhandenen Objekte sind eine Urkunde von Kaiser Heinrich II., datiert auf den 21. Januar 1018, die die Übertragung eines Zehntbezirkes für die Abtei Burtscheid besiegelte, und ein Diplom von Kaiser Friedrich I., Barbarossa vom 9. Januar 1166 über die Erteilung des Münz-, Markt- und Stadtrechts für die Stadt Aachen.

## Geschichte

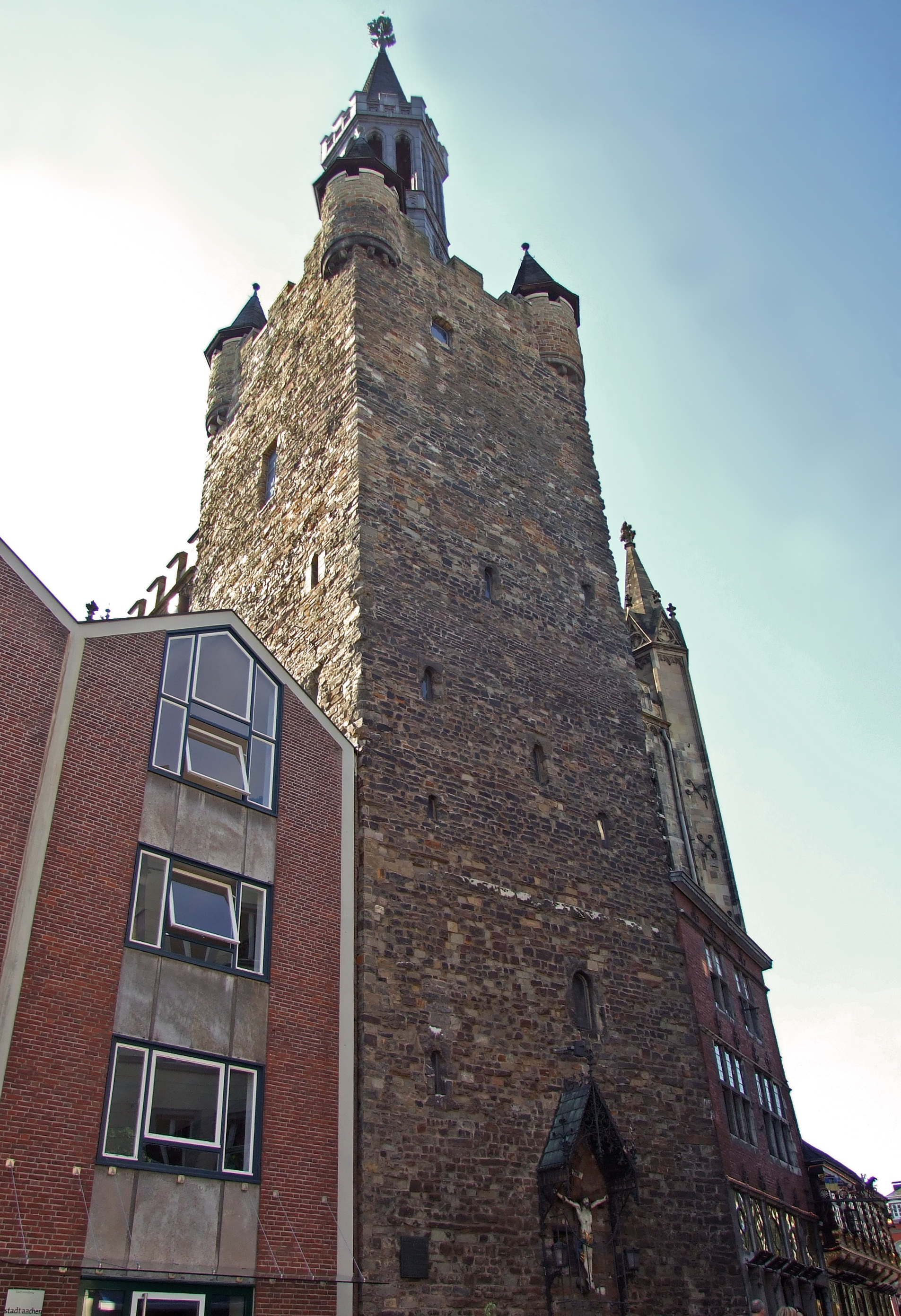
Urkundenarchiv im Granusturm bis 1889

Schon früh begann die Stadtverwaltung der Freien Reichsstadt Aachen, wichtige Urkunden zu sammeln und sie spätestens im 14. Jahrhundert in einem eigens dafür geschaffenen Urkundenarchiv zu lagern. Dieses Archiv unterstand der Kanzlei des Stadtschreibers und war den Erwähnungen nach spätestens im 16. Jahrhundert im Granusturm des Aachener Rathauses untergebracht. Weniger wichtige Dokumente und Protokolle wurden in einem Aktenarchiv in den Verwaltungsräumen des Rathauses eingelagert. Diese Unterscheidung in Urkunden- und Aktenarchiv führte dazu, dass im Verlauf des Aachener Stadtbrandes von 1656 zwar das Akten- und Handschriftenmaterial bis auf wenige Ausnahmen völlig verbrannte, die Urkunden im Granusturm jedoch vom Feuer verschont blieben. Trotz der schlechten Erfahrungen aus diesem Brand behielt die Stadtverwaltung bis zum Ende der reichsstädtischen Zeit die Unterteilung in Urkunden- und Aktenarchiv bei. Die Akten verblieben in einer Art Altregistratur und wurden ab dem 18. Jahrhundert von eigens dafür eingestellten Registratoren betreut.
In Anbetracht der Menge des angesammelten Archivmaterials wurde im 17. Jahrhundert damit begonnen, es inhaltlich zu erfassen und zu registrieren. Nachweislich befasste sich erstmals der Stadtsekretär Heinrich Albert Ostlender (1697–1760) ab 1730 mit der Neuordnung des Archivs und der Erstellung eines Verzeichnisses über den vorhandenen Bestand. Der Jurist Schwarz, über den ansonsten nur wenig bekannt ist, führte diese Aufgabe ab 1760 fort.
Im Jahr 1780 wurde mit Karl Franz Meyer erstmals ein offizieller beamteter Archivar eingestellt und 1782 zum Ratssekretär befördert. Er unternahm umfangreiche Studienreisen, um nach gedruckten Quellen zur Stadtgeschichte zu recherchieren, sie abzuschreiben oder gar unter großen Kosten nach Aachen zu überführen. Als 1794 im Rahmen des Ersten Koalitionskrieges die französische Armee in Richtung Aachen anrückte, veranlasste Meyer, die Archivbestände nach Münster und in Sicherheit bringen zu lassen. Er selbst ging ins Kloster Werden in Essen-Werden ins Exil, wo er 1795 starb. Nachdem Aachen besetzt und zum Arrondissement d’Aix-la-Chapelle im Département de la Roer erklärt worden war, wurden von den neuen französischen Machthabern die ausgelagerten Archivbestände nach Aachen zurückbeordert. Dort wurden sie ab 1803 von Meyers Sohn Carl Franz Meyer betreut, der nach dem Tod seines Vaters nun Urkunden- und Aktenarchiv in Personalunion verwaltete. Allerdings konnte er bei seinem Amtsantritt nicht verhindern, dass auf Veranlassung des französischen Nationalarchivars Armand Gaston Camus 87 Kaiser- und Papsturkunden an die Pariser Nationalbibliothek übergeben wurden. Nach dem Ende der französischen Besatzung und der Eingliederung in das Königreich Preußen im Jahr 1815 konnte Meyer, der von der preußischen Stadtverwaltung als Stadtarchivar übernommen worden war, diese Urkunden größtenteils wieder aus Paris zurückholen und in die Räumlichkeiten des Rathauses einlagern.
Unter der Leitung seines Nachfolgers Friedrich Ludwig Kraemer musste ab 1840 das Archivgut anlässlich einer umfassenden Rathaussanierung erneut in umliegende Gebäude ausgelagert werden und konnte erst durch dessen Nachfolger Joseph Gerhard Laurent nach 1865 wieder an den dafür vorgesehenen Ort übertragen werden. Laurent, der in Personalunion auch die Stadtbibliothek Aachen leitete, die sich ebenfalls im Rathaus befand, zeichnete sich während seiner Amtszeit vor allem dadurch aus, dass er die Urkunden des Archivs aus der zweiten Hälfte des 14. Jahrhunderts in Fortsetzung des „codex diplomaticus aquensis“ von Christian Quix bis in das 16. Jahrhundert abschrieb. Mehr als 270 Urkunden wurden dabei von ihm ausgewertet und wieder zugänglich gemacht.

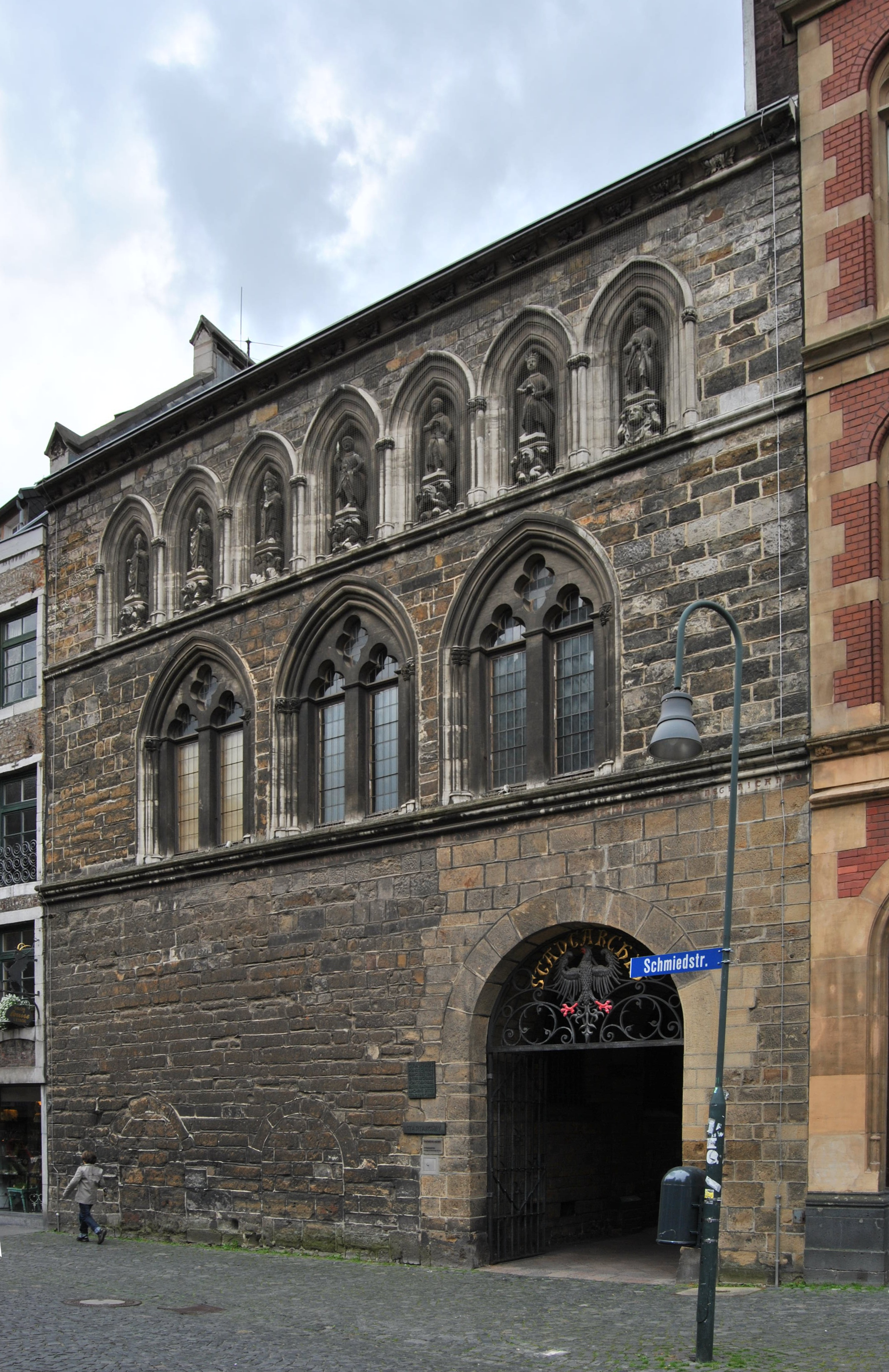
Stadtarchiv im Grashaus von 1889 bis 2013

Nach dem  zweiten Rathausbrand von 1883, bei dem diesmal kein Archivgut nennenswert zu Schaden kam, wurde beschlossen, den Bestand im Jahr 1889 in das vorher völlig renovierte Grashaus zu verlegen. Zu dieser Zeit war Richard Pick der verantwortliche Archivar, unter dessen Leitung es darüber hinaus zum Aufbau einer Handbibliothek kam. Diese wurde in einem neuen Anbau an das Grashaus eingerichtet, der zugleich auch die ebenfalls aus dem Rathaus umgezogene Stadtbibliothek Aachens beherbergte, die ihrerseits nun unter eigener Leitung stand.
Während des Zweiten Weltkrieges mussten die Archivbestände erneut in Sicherheit gebracht werden und sie überstanden die Kriegsjahre weitestgehend unversehrt. Nach dem Krieg wurde Heinrich Schiffers, der amtierende Archivar des Diözesanarchivs, kommissarisch mit der Leitung des Stadtarchivs betraut, da der 1945 in den Ruhestand versetzte sowie mit einem Entnazifizierungsverfahren belastete Albert Huyskens das Amt des Archivdirektors nicht mehr ausführen durfte. Im Jahr 1948 übernahm Bernhard Poll als neuer Direktor das Stadtarchiv und begann mit dem Wiederaufbau des stark beschädigten Archivs. Da besonders der Bibliotheksanbau schwere Kriegsschäden erlitten hatte, erhielt die Stadtbibliothek nun neue und eigene Räume in der Peterstraße. Die geretteten Bibliotheksbestände des Stadtarchivs mussten zusammen mit dem zurückgeholten Archivmaterial wieder in den restaurierten Räumen des Grashauses untergebracht werden.
Im Laufe der folgenden Jahre kamen vor allem durch die umfangreichen Eingemeindungen in die Stadt Aachen im Jahr 1972 weitere große Aktenbestände hinzu, sodass die Räumlichkeiten im Grashaus bei Weitem nicht mehr ausreichten. Daraufhin übernahm das Archiv ab 1981 auf Veranlassung von Herbert Lepper geeignete Räume über zwei Etagen in der Barockfabrik, die 1987 durch eine Restaurierungswerkstatt ergänzt wurden. In den anschließenden Jahren stellte sich heraus, dass die Gegebenheiten im Grashaus nicht mehr den modernen technischen und klimatischen Anforderungen eines öffentlichen Archivs mit einer hohen Besucherzahl entsprachen. Daraufhin beschloss die Stadt Aachen, das leerstehende Gebäude der ehemaligen Nadelfabrik am Reichsweg zu erwerben, das sie im Rahmen der Stadtteilerneuerung des Aachener Ostviertels zu einem sozial-pädagogischen und kulturellen Zentrum umbauen ließ und dort ab 2013 das Stadtarchiv zusammen mit seiner vormaligen Außenstelle unter zeitgemäßen Bedingungen einquartierte.

## Leiter des Archivs
- 1733–1760: Heinrich Albert Ostlender, Jurist und Erster Sekretär der Stadt Aachen
- 1760–1780: Schwarz, Jurist und Archivar
- 1780–1795: Karl Franz Meyer
- 1803–1821: Carl Franz Meyer
- 1821–1862: Friedrich Ludwig Kraemer, Archivar, Registrator und Journalist
- 1862–1867: Joseph Gerhard Laurent, Archivar und von 1844 bis 1867 Leiter der Stadtbibliothek
- 1867–1884: Peter Stephan Käntzeler
- 1884–1911: Richard Pick, Jurist und Provinzialhistoriker
- 1911–1945: Albert Huyskens, Archivdirektor und von 1931 bis 1945 Leiter der Stadtbibliothek
- 1945–1948: Heinrich Schiffers, Direktor des Diözesanarchivs Aachen und kommissarischer Leiter des Stadtarchivs
- 1948–1966: Bernhard Poll
- 1966–1971: Erich Meuthen
- 1972–1997: Herbert Lepper
- 1997–2014: Thomas R. Kraus
- ab Dez. 2014: René Rohrkamp

## Bestände

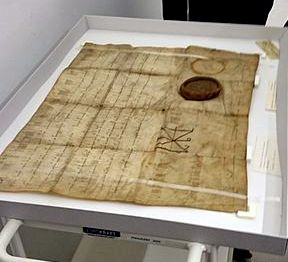
Urkunde Heinrichs II., ältestes Objekt im Stadtarchiv Aachen

Die Bestände des Stadtarchivs umfassen Urkunden, Akten und Protokolle eigener und nichtstädtischer Herkunft sowie Pläne, Karten, Medienprodukte und elektronische Daten. Des Weiteren sind eigene und übernommene Sammlungen sowie Fotos und Filme, Plakate, Ansichtskarten und Handschriften eingelagert. Das Archivgut gliedert sich in mehrere Abteilungen, die ihrerseits thematisch geordnet sind:
- Bestände aus eigener Herkunft: Hierzu zählen Unterlagen aus reichsstädtischer Zeit, den Jahren unter französischer Verwaltung, der anschließenden preußischen Epoche und aus der Zeit ab 1946, als Aachen Teil von Nordrhein-Westfalen wurde. Ferner gehören dazu die erworbenen Archivbestände der ehemals selbstständigen Gemeinden und einiger städtischer Schulen.
- Bestände aus nichtstädtischer Herkunft: Sie umfassen Unterlagen über Herrschaften, Güter und Höfe, über Klöster und Kirchen sowie über ehemalige Behörden und Einrichtungen wie beispielsweise das Reichskammergericht, den Schöffenstuhl oder Lazarettbücher. Ferner sind in dieser Abteilung die persönlichen Nachlässe einiger Vereine, Verbände und Innungen eingegliedert, unter anderem die des Karlsvereins, des Rathausbauvereins, des Aachener Geschichtsvereins und die der Westdeutschen Gesellschaft für Familienkunde, sowie die Nachlässe namhafter Privatpersonen und die Archive großer Familienverbände und einzelner Firmen.
- Eine jeweils eigene Sparte bilden sowohl die übernommenen Sammlungen aus Privatbesitz als auch
- die eigenen Sammlungen des Stadtarchivs, darunter die Sammlungen von Medaillen und Münzen, die Siegelstempelsammlung, die Totenzettelsammlung oder die Autographensammlung insbesondere von Musikern, Literaten, Herrschern und Politikern.
- In der Sparte Karten und Pläne finden sich unter anderem alte Katasterkarten und Stadtpläne sowie Pläne des Grünflächenamtes und der städtischen Friedhofsanlagen.
- Das Archivgut der in Aachen erschienenen oder nach wie vor erscheinenden Zeitungen ist in einer eigenen Sparte zusammengefasst, darunter die Bestände der kaiserlichen Reichspost, der Amtszeitung, des Echos der Gegenwart und der Arbeiter-Zeitung sowie der Aachener Nachrichten und der Aachener Zeitung
- In der Sparte Postkarten, Fotos, Filme und Videos sowie Tonträger sind sowohl Fotosammlungen zu Architektur, Zeitgeschichte und Kunstwerken sowie Fotografienbestände und Porträtsammlungen bedeutender Persönlichkeiten als auch die Graphik- und Postkartensammlungen alter Stadtansichten Aachens und Burtscheids sowie öffentlicher Gebäude einsortiert.
- Eine weitere Sparte umfasst die Sammlung alter Handschriften, darunter Lebensberichte, Theologische Sammelhandschriften sowie Chroniken ab dem 15. Jahrhundert.

### Bibliothek

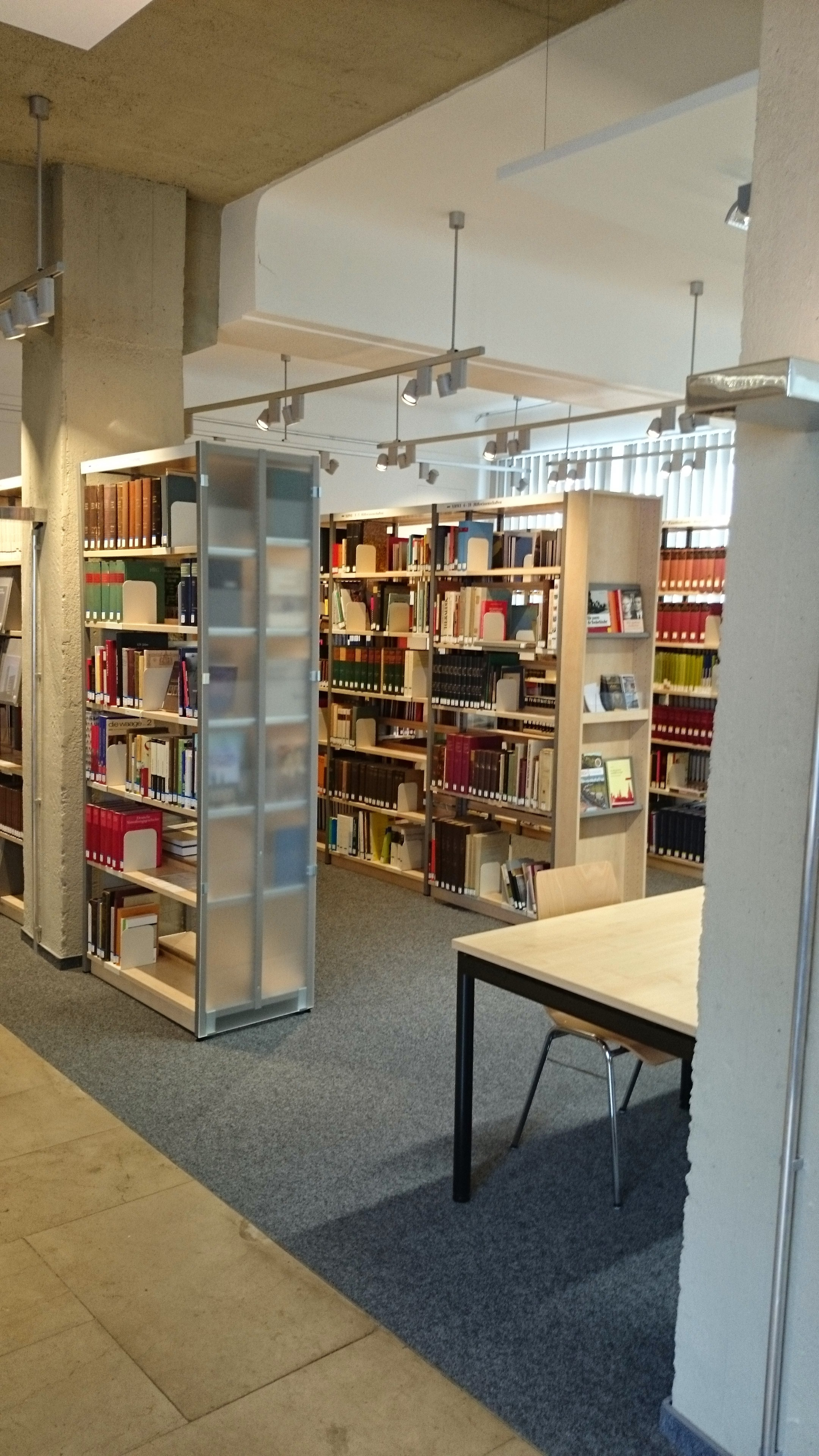
Präsenzbibliothek und
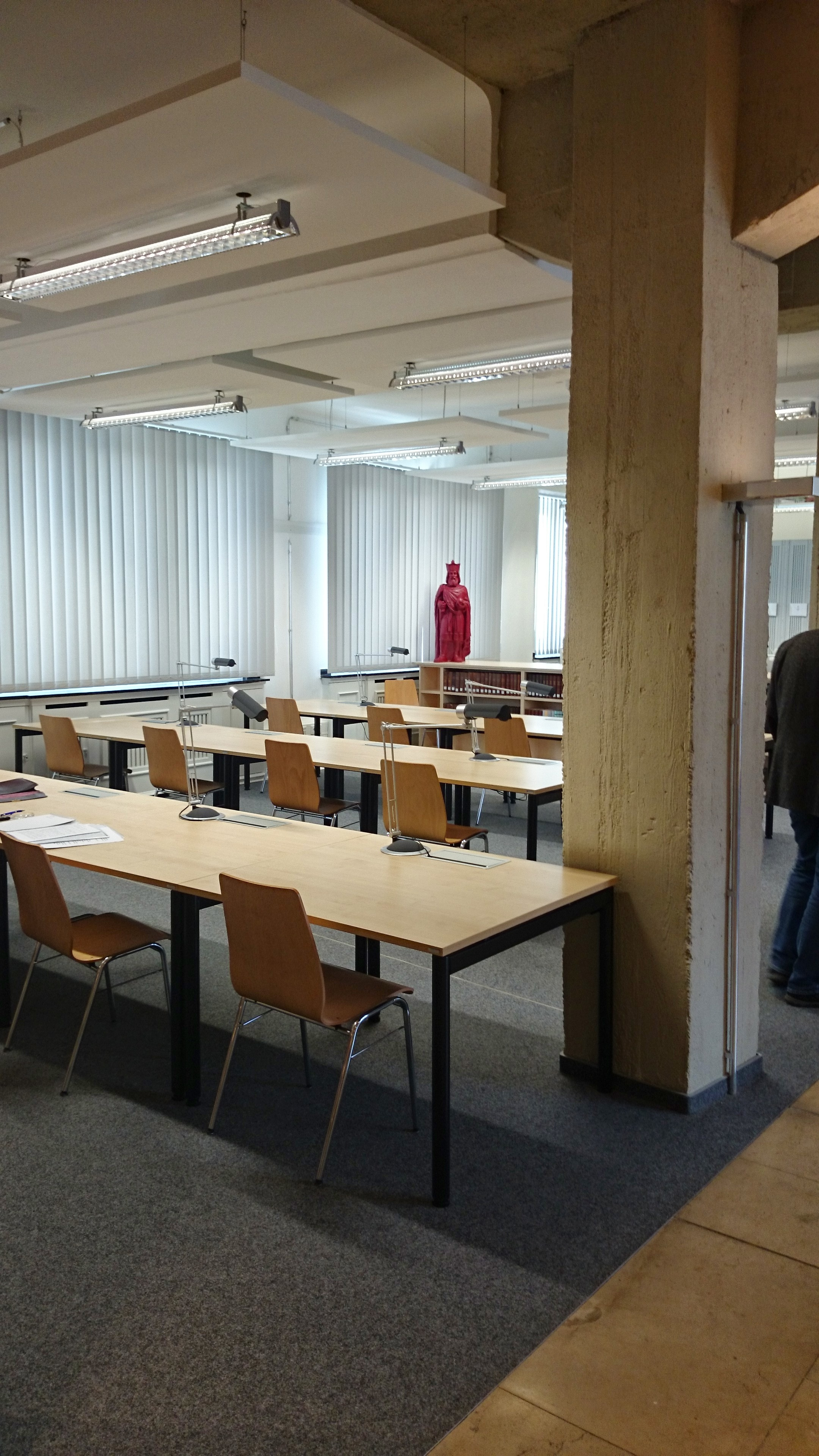
Lesesaal

Die Bibliothek des Stadtarchivs ist eine reine Präsenzbibliothek oder auch Handbibliothek, bei der die Bestände nicht ausgeliehen, sondern nur im Lesesaal eingesehen werden können. Sie besteht aus einem umfangreichen Buchbestand mit derzeit rund 24.000 Bänden und 140 landes- und stadtgeschichtlichen Zeitschriften zur Stadt-, Regional- und Landesgeschichte sowie Amtsdrucksachen mit 41 Titeln und 675 Bänden. Von dem Gesamtbestand, der etwa 4300 Bände ab dem 16. Jahrhundert umfasst, sind rund 18 % als historisch anzusehen, die mehrheitlich in deutscher Sprache geschrieben vorliegen und von denen lediglich etwa 300 Bände in französischer, 200 in lateinischer, 100 in niederländischer und 10 in englischer Sprache verfasst sind.
Ursprünglich existierte im 17. Jahrhundert eine sogenannte Magistratsbibliothek, die beim Aachener Stadtbrand von 1656 völlig verbrannte und erst zu Beginn des 18. Jahrhunderts wieder neu aufgebaut wurde. Sie wurde jedoch der 1831 neu im Rathaus eingerichteten Stadtbibliothek unterstellt und das Stadtarchiv selbst verzichtete daraufhin in den nächsten Jahrzehnten auf eine eigene Bibliothek. Erst auf Initiative von Richard Pick wurde mit dem Aufbau einer sogenannten Handbibliothek für das Archiv begonnen, für die er Ankaufmittel aus dem ordentlichen Haushalt erhielt und die durch Geschenke und Zuweisungen Dritter stetig ergänzt werden konnte. Sie wurde 1897 nach dem Umzug in das renovierte Grashaus räumlich getrennt von der gleichzeitig mitverlegten Stadtbibliothek untergebracht und unterstand ausschließlich dem Archivdirektor.
Nachdem nach dem Zweiten Weltkrieg die Stadtbibliothek ausgelagert worden war, veranlasste Bernhard Poll den Aufbau einer eigenen wissenschaftlichen Dienstbibliothek als Ergänzung zur Handbibliothek, die zusätzlich landes- und stadtgeschichtliche Zeitschriften sowie Quellenwerke aus der Stadtbibliothek erhielt. Weitere bedeutende Amtsdrucksachen aus der Verwaltungsbibliothek, aus einzelnen Ämtern und den Verwaltungsstellen der Stadtverwaltung kamen im Laufe der Jahre hinzu.
Mehrere Kataloge wie beispielsweise die systematischen Verzeichnisse der Aachen-Bibliothek und der historischen Bibliothek, ferner Dienst-, Standort- und biografische Kataloge und ein Sonderverzeichnis der Amtsdrucksachen sowie Repertorien und Karteikarten erleichtern das Suchen in den Beständen.
Der Bibliotheksbestand orientiert sich in etwa analog der Bestandsgliederung und umfasst folgende Bereiche:
- Aachen-Bibliothek, die die gesamte Aachen-Literatur erfasst und aus den Sachgruppen über Stadtgeschichte, Fest- und Firmenschriften, Baugeschichte, Heiligtumsfahrt, Wirtschaft, Sprachgeschichte, Literatur, Personenbiographien, Dissertationen zur Geschichte Aachens und der Region Aachen, sowie Serien und Zeitschriften besteht.
- historische Bibliothek, die schwerpunktmäßig die Bestände über historische Hilfswissenschaften, Archivwesen und deren Geschichte, allgemeine sowie territoriale und regionale Quellenwerke wie beispielsweise Urkundenbücher, Regestenwerke beinhaltet. Darüber hinaus umfasst diese Bibliothek Werke über allgemeine politische Geschichte, die Landes- und Stadtgeschichte Deutschlands, des Rheinlandes sowie Belgiens und der Niederlande, ferner Rechts-, Verfassungs- und Verwaltungsgeschichte, Wirtschafts- und Verkehrsgeschichte, Kirchengeschichte, Kunst-, Architektur- und Baugeschichte, Kulturgeschichte sowie Sprach- und Namenskunde, Festschriften, Biographien und Familiengeschichte
- historischer Zeitschriftenbestand, in dem vor allem Zeitschriften zur allgemeinen und politischen Geschichte sowie Zeitschriften und Jahrbücher von Geschichts- und Altertumsvereinen aus dem gesamten deutschen Reichsgebiet integriert sind. Ferner finden sich hier Ausgaben der Rheinischen Geschichtsblätter und der Rheinischen Geschichts- und Altertumsvereine sowie ausschließlich französischsprachige historische Zeitschriften Belgiens und Luxemburgs.
- historische Schriften, die mit insgesamt 151 Bänden die Geschichte der Königs- und Kaiserkrönungen sowie die Biographien der deutschen Könige umfassen, und mit zwei Inkunabeln und wichtigen Drucken aus dem frühen 16. Jahrhundert sowie mit 114 Bänden aus dem 17. bis 19. Jahrhundert ergänzt sind.
- Depositum Reichskammergericht, in dem sich in mehr als 1600 Bänden juristische Stellungnahmen, Gutachten, Gegengutachten und Urteile ab dem Jahr 1509 nachlesen lassen.
- Ratsedikte der reichsstädtischen Zeit von 1656 bis 1798 mit mehreren tausend Bänden.
- Sonderbestand seltener Amtsdrucksachen, der mit 674 Bänden Verordnungen, Beschlusssammlungen und Gesetzbüchern aus der Zeit der französischen Besatzung und Amts- und Verwaltungsblätter aus dem Gebiet der früheren Roer-Departements und des Regierungsbezirks Aachen beinhaltet. Des Weiteren gehören dazu unter anderem Gesetzbücher und Gesetzsammlungen sowie Verwaltungs- und Ministerialblätter Preußens.
- Geschäftsdrucksachen, die Druckschriftgut aus den Registraturen der Stadtverwaltung ab dem 19. Jahrhundert beinhalten, darunter mehrere tausend Bände Aktenbestand der Oberbürgermeisterei und 1239 Bände über Rechnungsbelege der Stadtkasse, die eine wichtige Quelle für gedruckte Briefköpfe Aachener und auswärtiger Firmen sowie Gewerbe- und Handwerksbetriebe ergeben.
- Stadttheater mit Musik- und Theaterdirektion, in der in mehreren hundert Exemplaren Theaterzettel und Programme von den Anfängen des Theaterwesens in Aachen bis zur Gegenwart abgelegt sind.
- Privatbibliothek des ehemaligen Stadtamtmannes Wilhelm Benker von 1968, die 1264 Buch- und 42 Zeitschriftentitel umfasst, davon 432 Bände spezifisch nationalsozialistischen Schrifttums unterschiedlicher Art.

## Publikationen des Stadtarchivs (Auswahl)
- Walter Kaemmerer: Aachener Quellentexte. Verlag der Mayer’schen Buchhandlung, Aachen 1980
- Felix Monheim: Johann Peter Joseph Monheim 1786–1855. Verlag der Mayer’schen Buchhandlung, Aachen 1981
- Norbert Kühn: Die Reichsabtei Kornelimünster im Mittelalter. Verlag der Mayer’schen Buchhandlung, Aachen 1982
- Thomas Wurzel: Die Reichsabtei Burtscheid von der Gründung bis zur frühen Neuzeit. Verlag der Mayer’schen Buchhandlung, Aachen 1984
- Thomas R. Kraus: Jülich, Aachen und das Reich. Verlag der Mayer’schen Buchhandlung, Aachen 1987
- Michael Niessen: Die Aachener Friedensgerichte in französischer und preußischer Zeit. Verlag der Mayer’schen Buchhandlung, Aachen 1991
- Herbert Lepper: Von der Emanzipation zum Holocaust. Die Israelitische Synagogengemeinde zu Aachen 1801–1942. Verlag der Mayer’schen Buchhandlung, Aachen 1994
- Angelika Pauels (Bearb.): Unter Adler und Schwan. Die Chronik der Bürgermeisterei Burtscheid für die Jahre 1814–1886. Einhard-Verlag, Aachen 1997
- Thomas R. Kraus: „Europa sieht den Tag leuchten“. Der Aachener Friede von 1748. Schmidt, Neustadt an der Aisch, 1998
- Marc Engels (Bearb.): Zwangsarbeit in der Stadt Aachen. Ausländereinsatz in einer westdeutschen Grenzstadt während des Zweiten Weltkrieges. Verlag der Mayer’schen Buchhandlung, Aachen 2002. ISBN 3-87519-200-1
- Walter Kaemmerer, Bernhard Poll, Hans Siemons (Bearb.): Geschichte Aachens in Daten. Teil I: bis 1964, Teil II: 1965–2000. Verlag der Mayer’schen Buchhandlung, Aachen 2003
- Thomas R. Kraus (Hrsg.): Aachen von den Anfängen bis zur Gegenwart. Bd. 1: Die natürlichen Grundlagen. Von der Vorgeschichte bis zu den Karolingern. Verlag der Mayer’schen Buchhandlung, Aachen 2011. ISBN 978-3-875-19251-3
- Thomas R. Kraus (Hrsg.): Aachen von den Anfängen bis zur Gegenwart. Bd. 2: Karolinger, Ottonen, Salier 765–1137. Verlag der Mayer’schen Buchhandlung, Aachen 2013. ISBN 978-3-412-50815-9
- Thomas R. Kraus (Hrsg.): Aachen. Von den Anfängen bis zur Gegenwart. Band 3/1: Stadtwerdung und Ereignisse. 1138 bis 1500. Verlag der Mayer’schen Buchhandlung, Aachen 2014. ISBN 978-3-87519-257-5
- Thomas R. Kraus (Hrsg.): Aachen. Von den Anfängen bis zur Gegenwart. Band 3/2: Lebensbereiche. 1138 bis 1500. Verlag der Mayer’schen Buchhandlung, Aachen 2015. ISBN 978-3-87519-259-9
- Thomas R. Kraus und Frank Pohle (Hrsg.): Aachen von den Anfängen bis zur Gegenwart, Band 5: Von der Reichsstadt zur „bonne ville“: Aachen zur Zeit der Französischen Republik und unter Kaiser Napoleon I. (1792–1814). Schmidt, Neustadt a. d. Aisch 2018. ISBN 978-3877071441
- Monika Gussone: Die älteste Urkunde im Stadtarchiv Aachen. Heinrich II. schenkt dem Kloster in Burtscheid Neubruchländereien (21. Januar 1018). Aachen 2018 [Aus den Quellen des Stadtarchivs, Bd. 1] ISBN 978-3-00-058650-7
- Thomas Müller und René Rohrkamp: Das Kriegsende 1918 in Aachen, Aachen 2018 [Aus den Quellen des Stadtarchivs, Bd. 2] ISBN 978-3-00-060129-3